# Максимовская (Коношский район)
Максимовская — деревня в Коношском районе Архангельской области. Входит в состав Тавреньгского сельского поселения.

## География
Деревня находится в юго-западной части Архангельской области, на левом берегу реки Тавреньга, на расстоянии приблизительно 42 км (по прямой) к юго-востоку  от посёлка городского типа Коноша, административного центра района.

## История
В 1859 году в деревне Вельского уезда Вологодской губернии насчитывалось 13 дворов, проживало 50 человек.

## Население
| 2002 | 2010 | 2012 |
| ---- | ---- | ---- |
| 3    | →3   | ↘2   |

### Национальный состав
Согласно результатам переписи 2002 года, в национальной структуре населения русские составляли 100 % из 5 чел.